# Anilios pilbarensis
Espèce
Synonymes
- Ramphotyphlops pilbarensis Aplin & Donnellan, 1993
- Austrotyphlops pilbarensis (Aplin & Donnellan, 1993)

Statut de conservation UICN

 LC  : Préoccupation mineure
Anilios pilbarensis est une espèce de serpents de la famille des Typhlopidae. 

## Répartition
Cette espèce est endémique du Nord-Ouest de l'Australie-Occidentale en Australie.

## Description
Dans leur description les auteurs indiquent que ce serpent mesure entre 225 et 260 mm pour les mâles et entre 312 et 362 mm pour les femelles. Leur queue mesure entre 8,9 et 9,7 mm pour les mâles et entre 7,7 et 8,8 mm pour les femelles.

## Étymologie
Son nom d'espèce, composé de pilbar[a] et du suffixe latin -ensis, « qui vit dans, qui habite », lui a été donné en référence au lieu de sa découverte, le Pilbara, l'une des neuf régions d'Australie-Occidentale.

## Publication originale
- Aplin & Donnellan 1993 : A new species of blindsnake, genus Ramphotyphlops (Typhlopidae, Squamata) from northwestern Western Australia, with a redescription of R. hamatus, Storr 1981. Records of the Western Australian Museum, vol. 16, no 2, p. 243-256 (texte intégral).